# Shared source
Il termine codice condiviso (talvolta chiamato con la locuzione inglese shared source) indica uno dei meccanismi legali di Microsoft per la distribuzione del codice sorgente del software. La Shared Source Initiative di Microsoft, lanciata nel maggio 2001, include uno spettro di tecnologie e licenze. La maggior parte delle offerte del suo codice sorgente sono scaricabili dopo che i criteri di ammissibilità vengono rispettati.
Le licenze elaborate da Microsoft per la pubblicazione di applicativi sono sia a codice sorgente aperto che a codice sorgente chiuso, e presentano un'ampia gamma di condizioni, pensate sia per gli sviluppatori indipendenti e gli studenti che per le aziende.
Le condizioni sono le seguenti:
- Microsoft Public License (Ms-PL)
- Microsoft Reciprocal License (Ms-RL)
- Microsoft Reference Source License (Ms-RSL)
- Microsoft Limited Public License (Ms-LPL)
- Microsoft Limited Reciprocal License (Ms-LRL)

## Panoramica
I programmi dal codice sorgente condiviso permettono ai privati e alle organizzazioni di accedere al codice sorgente di Microsoft per riferimento (ad esempio nel caso di sviluppo di sistemi complementari) e per lo sviluppo (da parte di istituzioni accademiche, OEM, sviluppatori individuali).
Due di queste, la Microsoft Public License e la Microsoft Reciprocal License, sono state approvate dalla Open Source Initiative come licenze a codice sorgente aperto Altre licenze a codice condiviso sono proprietarie, e consentono quindi al detentore dei diritti d'autore di mantenere un più stretto controllo sull'utilizzo del proprio prodotto.
La Shared Source Initiative di Microsoft è stata imitata da altre società come RISC OS Open Ltd.
Microsoft utilizza anche licenze specifiche per alcuni dei suoi prodotti, ad esempio la Shared Source CLI License e la Windows Embedded CE 6.0 Shared Source License.

## Licenze a codice sorgente aperto e libere
Due licenze a codice condiviso di Microsoft sono considerate a codice aperto dalla Open Source Initiative e libere dalla Free Software Foundation